# Battle B-Daman
Battle B-Daman (B-伝説! バトルビーダマン, Bī-Densetsu! Batoru Bīdaman, "B-Legend! Battle B-Daman") é uma série de mangá criada por Eiji Inuki onde foi executada pela CoroCoro Comics e pela Shogakukan entre o ano de 2002 até 2005. O anime foi transmitido em 5 de janeiro de 2004 no Japão pela TV Tokyo, substituindo Explosive Shoot Beyblade G Revolution na programação.
O anime foi emitido em Portugal pelo Canal Panda e pela TVI. Battle B-Daman é uma versão dramatizada de berlindes. É a primeira série de B-Daman dobrada em português.
O mangá nunca foi publicado nos países lusófonos, apenas o anime foi emitido em Portugal pelos canais TVI e Canal Panda. O mangá foi publicado nos países anglófonos pela editora Chuang Yi.
Apesar da série nunca ter sido exibida no Brasil, nos EUA foi exibida pela ABC Family, Toon Disney, Jetix e o G4. No Canadá foi exibida pela YTV, entre fevereiro de 2007, a segunda temporada (intitulada Battle B Daman: Fire Spirits) começou com um novo elenco de voz; Agora a versão com dobragem francesa do anime foi exibida no canal Télétoon. Na França pelo Cartoon Network e M6. Na Índia, foi exibida na DD National e na Zee TV. Na Itália a série foi exibida pelo Cartoon Network, Boing e pela Italia 1. Na América Latina foi transmitida pelos canais XHGC-TV, Red Telesistema, e Jetix. Na Alemanha foi exibida pela Super RTL. Na Holanda foi exibida pelo Jetix e na Bélgica pelo canal VTM. No Mundo Árabe foi exibido pelo canal Spacetoon. Na Polónia foi transmitida pela Polsat.

## Enredo

### Temporada 1
A história é sobre Yamato Delgado (Daiwa na versão Japonesa), que captura o lendário Cobalt Blade. Ele e seus amigos usam o B-Daman como desporto para lutar na Shadow Alliance. Este anime mostra o B-DaWorld onde seus habitantes são os seres humanos, animais antropomórficos, e robôs. Usando o lendário B-Daman, Yamato entra no torneio dos Vencedores organizado por um grupo (os JBA na versão Japonesa e IBA (International B-Daman Association) na versão Inglesa) para se tornar um B-DaChampion. No entanto, ele também acaba lutando contra o Shadow Alliance.

### Temporada 2 (Fire Spirits)
Após a derrota do Shadow Alliance, Yamato procura as especiais B-Da Bolas chamadas Strike Shots, que originaram-se de estrelas cadentes. Depois de uma luta com o misterioso Haja e obtendo sua Strike Shot, o Drive Shot, Yamato então conhece Gunnos, um B-DaPlayer novato. Ele tem sua própria Strike Shot para participar do Torneio dos Vencedores junto com os velhos amigos e rivais de Yamato. Mas ele mal sabia…..que um mal terrível está prestes a colocar o B-Da World em perigo mais uma vez.

## Elenco

### Versão Original Japonesa
- Yamato Daiwa: Reiko Takagi
- Gray Michael Vincent: Yuki Tai
- Tsubame Tsubakura: Tomoko Kaneda
- Bull Borgnine: Kurumi Mamiya
- Mie Daiwa: Naoko Takano
- Enjyu: Daisuke Kishio
- Liena Vincent: Takako Uemura
- Charat: Aya Hirano

### Versão Portuguesa
- Realização: Tomás Saavedra
- Estúdio: Somnorte
- Vozes: Diogo Almeida
- Isabel Nunes
- Teresa Chaves
- Joana Carvalho
- Paula Seabra
- Clara Nogueira
- Mário Santos
- Jorge Seabra Paupério
- Ângela Marques
- Fernando Moreira[3]